# Сухинівська сільська рада (Корсунь-Шевченківський район)
Сухи́нівська сільська́ ра́да — адміністративно-територіальна одиниця та орган місцевого самоврядування в Корсунь-Шевченківському районі Черкаської області. Адміністративний центр — село Сухини.

## Загальні відомості
- Населення ради: 839 осіб (станом на 2001 рік)

## Населені пункти
Сільській раді підпорядковані населені пункти:
- с. Сухини

## Склад ради
Рада складається з 16 депутатів та голови.
- Голова ради: Коломієць Павло Васильович
- Секретар ради: Мартієнко Світлана Михайлівна

### Керівний склад попередніх скликань
| Прізвище, ім'я, по батькові | Основні відомості                                                                       | Дата обрання | Дата звільнення |
| --------------------------- | --------------------------------------------------------------------------------------- | ------------ | --------------- |
| Коломієць Павло Васильович  | Сільський голова, 1964 року народження, освіта вища, член Соціалістичної партії України | 26.03.2006   | 31.10.2010      |
| Коломієць Павло Васильович  | Сільський голова, 1964 року народження, освіта вища                                     | 31.10.2010   |                 |

Примітка: таблиця складена за даними сайту Верховної Ради України

### Депутати
За результатами місцевих виборів 2010 року депутатами ради стали:

#### За суб'єктами висування
| Суб'єкт висування                                       | Кількість обраних депутатів | %    |
| ------------------------------------------------------- | --------------------------- | ---- |
| Політична партія Всеукраїнське об'єднання «Батьківщина» | 11                          | 68,8 |
| Самовисування                                           | 3                           | 18,8 |
| Партія регіонів                                         | 2                           | 12,5 |

#### За округами
| № округу                                                | Прізвище, ім'я, по батькові     | Дата визнання обраним | Освіта  | Партійна приналежність                        | Відомості про обраного депутата                    |
| ------------------------------------------------------- | ------------------------------- | --------------------- | ------- | --------------------------------------------- | -------------------------------------------------- |
| Партія регіонів                                         |                                 |                       |         |                                               |                                                    |
| 3                                                       | Мартієнко Світлана Михайлівна   | 03.11.2010            | вища    | позапартійна                                  | Сухинівська сільськарада, секретар                 |
| 6                                                       | Бойко Василь Петрович           | 03.11.2010            | середня | позапартійний                                 | тимчасово не працює                                |
| Політична партія Всеукраїнське об'єднання «Батьківщина» |                                 |                       |         |                                               |                                                    |
| 1                                                       | Портянко Тетяна Вікторівна      | 03.11.2010            | середня | член Всеукраїнського об'єднання «Батьківщина» | приватний підприємець                              |
| 2                                                       | Погрібняк Галина Іванівна       | 03.11.2010            | середня | член Всеукраїнського об'єднання «Батьківщина» | Терцентр, соціальнийпрацівн                        |
| 4                                                       | Кузка Тамара Іванівна           | 03.11.2010            | середня | член Всеукраїнського об'єднання «Батьківщина» | тимчасово не працює                                |
| 5                                                       | Бондаренко Михайло Свиридонович | 03.11.2010            | середня | член Всеукраїнського об'єднання «Батьківщина» | тимчасово не працює                                |
| 7                                                       | Онищенко Наталія Григорівна     | 03.11.2010            | вища    | член Всеукраїнського об'єднання «Батьківщина» | фельдшерсько-акушерський пункт с. Сухини, зав. ФАП |
| 8                                                       | Фарисей Олена Василівна         | 03.11.2010            | середня | член Всеукраїнського об'єднання «Батьківщина» | тимчасово не працює                                |
| 10                                                      | Діхтяренко Тетяна Павлівна      | 03.11.2010            | середня | член Всеукраїнського об'єднання «Батьківщина» | тимчасово не працює                                |
| 12                                                      | Шаблій Олександр Васильович     | 03.11.2010            | середня | позапартійний                                 | приватний підприємець                              |
| 13                                                      | Прядко Галина Михайлівна        | 03.11.2010            | середня | член Всеукраїнського об'єднання «Батьківщина» | тимчасово не працює                                |
| 15                                                      | Бувака Анатолій Семенович       | 03.11.2010            | середня | член Всеукраїнського об'єднання «Батьківщина» | тимчасово не працює                                |
| 16                                                      | Дробот Ірина Анатоліївна        | 03.11.2010            | вища    | член Всеукраїнського об'єднання «Батьківщина» | фельдшерсько-акушерський пункт с. Сухини, акушер   |
| Самовисування                                           |                                 |                       |         |                                               |                                                    |
| 9                                                       | Фарисей Галина Леонідівна       | 03.11.2010            | середня | позапартійна                                  | тимчасово не працює                                |
| 11                                                      | Максименко Лариса Миколаївна    | 03.11.2010            | вища    | позапартійна                                  | СухинівськийНВК, вчитель                           |
| 14                                                      | Коломієць Віктор Васильович     | 03.11.2010            | вища    | позапартійний                                 | тимчасово не працює                                |